# جائزة إيطاليا الكبرى 1995
جائزة إيطاليا الكبرى 1995 هو سباق فورمولا 1 أقيم بتاريخ 10 سبتمبر 1995 في حلبة مونزا، إيطاليا. كان الثاني عشر من أصل 17 في بطولة العالم لسباقات الفورمولا واحد موسم 1995. حلّ البريطاني جوني هربرت أولا بينما جاء الفنلندي ميكا هاكينن في المركز الثاني وحصل على المركز الثالث الألماني هاينز هارالد فرينتزين.

## وصلات خارجية
- الموقع الرسمي